# Plecodus multidentatus
Plecodus multidentatus är en fiskart som beskrevs av Max Poll 1952. Plecodus multidentatus ingår i släktet Plecodus och familjen Cichlidae. IUCN kategoriserar arten globalt som livskraftig. Inga underarter finns listade i Catalogue of Life.